# 5 000 mètres
Le 5 000 mètres est une épreuve d’athlétisme faisant partie des courses de fond et qui se court sur la distance de 5 000 m, soit 12 tours et demi sur une piste en plein air de 400 m.
Le record du monde de la discipline est détenu par l'ougandais Joshua Cheptegei en 12 min 35 s 36, réalisé à Monaco le 14 août 2020. L'Éthiopienne Gudaf Tsegay détient depuis le 17 septembre 2023 à Eugene le record du monde féminin en 14 min 0 s 21 dans le cadre de la Ligue de Diamant.

## Spécificités
Cette distance demande aussi bien endurance que vitesse et la tactique de course y joue un rôle clé, ce qui rend cette compétition très attractive.

## Records

### Records du monde
Le premier record du monde masculin du 5 000 mètres est officiellement reconnu par l'Association internationale des fédérations d'athlétisme en 1912. Les temps au centième de seconde sont acceptés par l'IAAF, pour les courses allant jusqu'au 10 000 mètres inclus, depuis 1981. Au 21 juin 2009, 35 records du monde ont été reconnus par l'IAAF.
| Genre        | Performance    | Athlète          | Date              | Lieu         |
| En extérieur | En extérieur   | En extérieur     | En extérieur      | En extérieur |
| ------------ | -------------- | ---------------- | ----------------- | ------------ |
| M            | 12 min 35 s 36 | Joshua Cheptegei | 14 août 2020      | Monaco       |
| F            | 14 min 00 s 21 | Gudaf Tsegay     | 17 septembre 2023 | Eugene       |
| En salle     |                |                  |                   |              |
| M            | 12 min 44 s 09 | Grant Fisher     | 14 février 2025   | Boston       |
| F            | 14 min 18 s 86 | Genzebe Dibaba   | 19 février 2015   | Stockholm    |

### Records continentaux
| Continent                                                 | Hommes (au 14 juillet 2024) | Hommes (au 14 juillet 2024) | Hommes (au 14 juillet 2024) | Femmes (au 14 juillet 2024) | Femmes (au 14 juillet 2024) | Femmes (au 14 juillet 2024) |
| Continent                                                 | Temps                       | Athlète                     | Nation                      | Temps                       | Athlète                     | Nation                      |
| --------------------------------------------------------- | --------------------------- | --------------------------- | --------------------------- | --------------------------- | --------------------------- | --------------------------- |
| Afrique (records)                                         | 12 min 35 s 36              | Joshua Cheptegei            | Ouganda                     | 14 min 0 s 21               | Gudaf Tsegay                | Éthiopie                    |
| Asie (records)                                            | 12 min 51 s 96              | Albert Rop                  | Bahreïn                     | 14 min 28 s 09              | Jiang Bo                    | Chine                       |
| Europe (records)                                          | 12 min 45 s 01              | Mohamed Katir               | Espagne                     | 14 min 13 s 42              | Sifan Hassan                | Pays-Bas                    |
| Amérique du Nord, Amérique centrale et Caraïbes (records) | 12 min 46 s 96              | Grant Fisher                | États-Unis                  | 14 min 19 s 45              | Alicia Monson               | États-Unis                  |
| Océanie (records)                                         | 12 min 55 s 76              | Craig Mottram               | Australie                   | 14 min 39 s 89 (i)          | Kimberley Smith             | Nouvelle-Zélande            |
| Amérique du Sud (records)                                 | 13 min 5 s 95               | Santiago Catrofe            | Uruguay                     | 14 min 36 s 59              | Joselyn Brea                | Venezuela                   |

## Performances

### Dix meilleures performances de tous les temps
| Rang | Temps          | Athlète            | Lieu        | Date             |
| 1    | 12 min 35 s 36 | Joshua Cheptegei   | Monaco      | 14 août 2020     |
| 2    | 12 min 36 s 73 | Hagos Gebrhiwet    | Oslo        | 30 mai 2024      |
| 3    | 12 min 37 s 35 | Kenenisa Bekele    | Hengelo     | 31 mai 2004      |
| 4    | 12 min 38 s 95 | Yomif Kejelcha     | Oslo        | 30 mai 2024      |
| 5    | 12 min 39 s 36 | Haile Gebrselassie | Helsinki    | 13 juin 1998     |
| 6    | 12 min 39 s 74 | Daniel Komen       | Bruxelles   | 22 août 1997     |
| 7    | 12 min 40 s 18 | Kenenisa Bekele    | Saint-Denis | 1er juillet 2004 |
| 8    | 12 min 40 s 45 | Berihu Aregawi     | Lausanne    | 30 juin 2023     |
| 9    | 12 min 40 s 96 | Jacob Kiplimo      | Oslo        | 30 mai 2024      |
| 10   | 12 min 41 s 61 | Joshua Cheptegei   | Lausanne    | 30 juin 2023     |

| Rang | Temps          | Athlète          | Lieu      | Date              |
| 1    | 14 min 0 s 21  | Gudaf Tsegay     | Eugene    | 17 septembre 2023 |
| 2    | 14 min 5 s 20  | Faith Kipyegon   | Paris     | 9 juin 2023       |
| 3    | 14 min 5 s 92  | Beatrice Chebet  | Eugene    | 17 septembre 2023 |
| 4    | 14 min 6 s 62  | Letesenbet Gidey | Valence   | 7 octobre 2020    |
| 5    | 14 min 7 s 94  | Letesenbet Gidey | Paris     | 9 juin 2023       |
| 6    | 14 min 8 s 79  | Letesenbet Gidey | Berlin    | 3 septembre 2023  |
| 7    | 14 min 11 s 15 | Tirunesh Dibaba  | Oslo      | 6 juin 2008       |
| 8    | 14 min 12 s 29 | Gudaf Tsegay     | Londres   | 23 juillet 2023   |
| 9    | 14 min 12 s 59 | Almaz Ayana      | Rome      | 2 juin 2015       |
| 10   | 14 min 12 s 88 | Meseret Defar    | Stockholm | 22 juillet 2008   |

### Meilleurs performeurs de l'histoire
| Rang | Temps          | Athlète             | Lieu      | Date            |
| 1    | 12 min 35 s 36 | Joshua Cheptegei    | Monaco    | 14 août 2020    |
| 2    | 12 min 36 s 73 | Hagos Gebrhiwet     | Oslo      | 30 mai 2024     |
| 3    | 12 min 37 s 35 | Kenenisa Bekele     | Hengelo   | 31 mai 2004     |
| 4    | 12 min 38 s 95 | Yomif Kejelcha      | Oslo      | 30 mai 2024     |
| 5    | 12 min 39 s 36 | Haile Gebreselassie | Helsinki  | 13 juin 1998    |
| 6    | 12 min 39 s 74 | Daniel Komen        | Bruxelles | 22 août 1997    |
| 7    | 12 min 40 s 45 | Berihu Aregawi      | Lausanne  | 30 juin 2023    |
| 8    | 12 min 40 s 96 | Jacob Kiplimo       | Oslo      | 30 mai 2024     |
| 9    | 12 min 42 s 70 | Telahun Bekele      | Monaco    | 21 juillet 2023 |
| 10   | 12 min 43 s 02 | Selemon Barega      | Bruxelles | 31 août 2018    |

| Rang | Temps          | Athlète          | Lieu      | Date              |
| 1    | 14 min 0 s 21  | Gudaf Tsegay     | Eugene    | 17 septembre 2023 |
| 2    | 14 min 5 s 20  | Faith Kipyegon   | Paris     | 9 juin 2023       |
| 3    | 14 min 5 s 92  | Beatrice Chebet  | Eugene    | 17 septembre 2023 |
| 4    | 14 min 6 s 62  | Letesenbet Gidey | Valence   | 7 octobre 2020    |
| 5    | 14 min 11 s 15 | Tirunesh Dibaba  | Oslo      | 6 juin 2008       |
| 6    | 14 min 12 s 59 | Almaz Ayana      | Rome      | 2 juin 2016       |
| 7    | 14 min 12 s 88 | Meseret Defar    | Stockholm | 22 juillet 2008   |
| 8    | 14 min 12 s 98 | Ejgayehu Taye    | Eugene    | 27 mai 2022       |
| 9    | 14 min 13 s 32 | Gudaf Tsegay     | Hengelo   | 8 juin 2021       |
| 10   | 14 min 15 s 24 | Senbere Teferi   | Hengelo   | 8 juin 2021       |

### Meilleures performances mondiales de l'année

#### Hommes

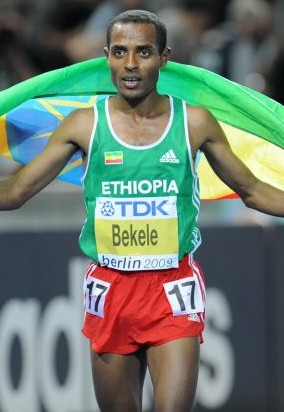
Kenenisa Bekele, détenteur du record du monde du 5000 m, établit la meilleure performance mondiale de l'année six fois consécutivement de 2004 à 2009.

| Année | Temps          | Athlète                | Nationalité        | Lieu         | Vitesse moyenne      |
| ----- | -------------- | ---------------------- | ------------------ | ------------ | -------------------- |
| 1897  | 16 min 34 s 6  | Georges Touquet-Daunis | France             | Paris        | 18,10 km/h           |
| 1899  | 16 min 29 s 2  | Georges Touquet-Daunis | France             | Lyon         | 18,20 km/h           |
| 1900  | 15 min 29 s 8  | Charles Bennett        | Royaume-Uni        | Paris        | 19,36 km/h           |
| 1904  | 14 min 59 s 0  | Alfred Shrubb          | Royaume-Uni        | Glasgow      | 20,02 km/h           |
| 1912  | 14 min 46 s 8  | Hannes Kolehmainen     | Finlande           | Stockholm    | 20,30 km/h           |
| 1922  | 14 min 46 s 8  | Paavo Nurmi            | Finlande           | Stockholm    | 20,30 km/h           |
| 1924  | 14 min 46 s 8  | Paavo Nurmi            | Finlande           | Helsinki     | 20,30 km/h           |
| 1932  | 14 min 46 s 8  | Lauri Lehtinen         | Finlande           | Helsinki     | 20,30 km/h           |
| 1936  | 14 min 22 s 2  | Gunnar Höckert         | Finlande           | Berlin       | 20,88 km/h           |
| 1955  | 13 min 40 s 6  | Sándor Iharos          | Hongrie            | Budapest     | 21,94 km/h           |
| 1956  | 13 min 36 s 8  | Gordon Pirie           | Royaume-Uni        | Bergen       | 22,04 km/h           |
| 1957  | 13 min 35 s 0  | Vladimir Kuts          | Union soviétique   | Rome         | 22,09 km/h           |
| 1959  | 13 min 42 s 4  | Friedrich Janke        | Allemagne de l'Est | Berlin       | 21,89 km/h           |
| 1960  | 13 min 38 s 2  | Pyotr Bolotnikov       | Union soviétique   | Kiev         | 22,00 km/h           |
| 1961  | 13 min 35 s 2  | Murray Halberg         | Nouvelle-Zélande   | Stockholm    | 22,08 km/h           |
| 1962  | 13 min 43 s 8  | Bruce Kidd             | Canada             | Compton      | 21,84 km/h (2'44/km) |
| 1963  | 13 min 38 s 6  | Pyotr Bolotnikov       | Union soviétique   | Zurich       | 22,00 km/h           |
| 1964  | 13 min 38 s 0  | Bob Schul              | États-Unis         | Compton      | 22,01 km/h           |
| 1965  | 13 min 24 s 2  | Kipchoge Keino         | Kenya              | Auckland     | 22,38 km/h           |
| 1966  | 13 min 16 s 6  | Ron Clarke             | Australie          | Stockholm    | 22,61 km/h           |
| 1967  | 13 min 18 s 8  | Ron Clarke             | Australie          | Stockholm    | 22,55 km/h           |
| 1968  | 13 min 27 s 66 | Ron Clarke             | Australie          | Londres      | 22,28 km/h           |
| 1969  | 13 min 28 s 96 | Dick Tayler            | Nouvelle-Zélande   | Londres      | 22,25 km/h           |
| 1970  | 13 min 22 s 8  | Ian Stewart            | Royaume-Uni        | Edinburgh    | 22,44 km/h           |
| 1971  | 13 min 22 s 2  | David Bedford          | Royaume-Uni        | Edinburgh    | 22,44 km/h           |
| 1972  | 13 min 13 s 0  | Emiel Puttemans        | Belgique           | Bruxelles    | 22,71 km/h           |
| 1973  | 13 min 14 s 51 | Emiel Puttemans        | Belgique           | Stockholm    | 22,65 km/h           |
| 1974  | 13 min 14 s 4  | Ben Jipcho             | Kenya              | Christchurch | 22,66 km/h           |
| 1975  | 13 min 18 s 6  | Emiel Puttemans        | Belgique           | Papendal     | 22,55 km/h           |
| 1976  | 13 min 13 s 10 | Dick Quax              | Nouvelle-Zélande   | Stockholm    | 22,71 km/h           |
| 1977  | 13 min 12 s 86 | Dick Quax              | Nouvelle-Zélande   | Stockholm    | 22,70 km/h           |
| 1978  | 13 min 08 s 4  | Henry Rono             | Kenya              | Berkeley     | 22,84 km/h           |
| 1979  | 13 min 12 s 29 | Suleiman Nyambui       | Tanzanie           | Stockholm    | 22,72 km/h           |
| 1980  | 13 min 16 s 38 | Miruts Yifter          | Éthiopie           | Bratislava   | 22,60 km/h           |
| 1981  | 13 min 06 s 20 | Henry Rono             | Kenya              | Knarvik      | 22,89 km/h           |
| 1982  | 13 min 00 s 41 | David Moorcroft        | Royaume-Uni        | Oslo         | 23,06 km/h           |
| 1983  | 13 min 08 s 54 | Fernando Mamede        | Portugal           | Tokyo        | 22,82 km/h           |
| 1984  | 13 min 04 s 78 | Saïd Aouita            | Maroc              | Florence     | 22,93 km/h           |
| 1985  | 13 min 00 s 40 | Saïd Aouita            | Maroc              | Oslo         | 23,06 km/h           |
| 1986  | 13 min 00 s 86 | Saïd Aouita            | Maroc              | La Corogne   | 23,05 km/h           |
| 1987  | 12 min 58 s 39 | Saïd Aouita            | Maroc              | Rome         | 23,12 km/h           |
| 1988  | 13 min 11 s 70 | John Ngugi             | Kenya              | Séoul        | 22,73 km/h           |
| 1989  | 13 min 04 s 24 | Yobes Ondieki          | Kenya              | Oslo         | 22,95 km/h           |
| 1990  | 13 min 05 s 59 | Salvatore Antibo       | Italie             | Bologne      | 23,04 km/h           |
| 1991  | 13 min 01 s 82 | Yobes Ondieki          | Kenya              | Zurich       | 23.02 km/h           |
| 1992  | 13 min 00 s 93 | Moses Kiptanui         | Kenya              | Bruxelles    | 23.05 km/h           |
| 1993  | 13 min 02 s 75 | Ismael Kirui           | Kenya              | Stuttgart    | 23.05 km/h           |
| 1994  | 12 min 56 s 96 | Haile Gebrselassie     | Éthiopie           | Hengelo      | 23,16 km/h           |
| 1995  | 12 min 44 s 39 | Haile Gebrselassie     | Éthiopie           | Zurich       | 23,54 km/h           |
| 1996  | 12 min 45 s 09 | Daniel Komen           | Kenya              | Zurich       | 23,52 km/h           |
| 1997  | 12 min 39 s 74 | Daniel Komen           | Kenya              | Bruxelles    | 23,69 km/h           |
| 1998  | 12 min 39 s 36 | Haile Gebrselassie     | Éthiopie           | Helsinki     | 23,70 km/h           |
| 1999  | 12 min 49 s 64 | Haile Gebrselassie     | Éthiopie           | Zurich       | 23,38 km/h           |
| 2000  | 12 min 49 s 28 | Brahim Lahlafi         | Maroc              | Bruxelles    | 23,39 km/h           |
| 2001  | 12 min 56 s 72 | Richard Limo           | Kenya              | Zurich       | 23,17 km/h           |
| 2002  | 12 min 55 s 85 | Salah Hissou           | Maroc              | Rome         | 23,20 km/h           |
| 2003  | 12 min 48 s 81 | Stephen Cherono        | Kenya              | Ostrava      | 23,41 km/h           |
| 2004  | 12 min 37 s 35 | Kenenisa Bekele        | Éthiopie           | Hengelo      | 23,76 km/h           |
| 2005  | 12 min 40 s 18 | Kenenisa Bekele        | Éthiopie           | Paris        | 23,67 km/h           |
| 2006  | 12 min 48 s 09 | Kenenisa Bekele        | Éthiopie           | Bruxelles    | 23,43 km/h           |
| 2007  | 12 min 49 s 53 | Kenenisa Bekele        | Éthiopie           | Saragosse    | 23,39 km/h           |
| 2008  | 12 min 50 s 18 | Kenenisa Bekele        | Éthiopie           | Zurich       | 23,37 km/h           |
| 2009  | 12 min 52 s 32 | Kenenisa Bekele        | Éthiopie           | Zurich       | 23,30 km/h           |
| 2010  | 12 min 51 s 21 | Eliud Kipchoge         | Kenya              | Doha         | 23,34 km/h           |
| 2011  | 12 min 53 s 11 | Mo Farah               | Royaume-Uni        | Monaco       | 23,28 km/h           |
| 2012  | 12 min 46 s 81 | Dejen Gebremeskel      | Éthiopie           | Paris        | 23,47 km/h           |
| 2013  | 12 min 51 s 34 | Edwin Soi              | Kenya              | Monaco       | 23,33 km/h           |
| 2014  | 12 min 54 s 83 | Muktar Edris           | Éthiopie           | Stockholm    | 23,23 km/h           |
| 2015  | 12 min 53 s 98 | Yomif Kejelcha         | Éthiopie           | Bruxelles    | 23,28 km/h           |
| 2016  | 12 min 59 s 29 | Mo Farah               | Royaume-Uni        | Londres      | 23,1 km/h            |
| 2017  | 12 min 55 s 23 | Muktar Edris           | Éthiopie           | Lausanne     | 23,22 km/h           |
| 2018  | 12 min 43 s 02 | Selemon Barega         | Éthiopie           | Bruxelles    | 23,59 km/h           |
| 2019  | 12 min 52 s 98 | Telahun Bekele         | Éthiopie           | Rome         | 23,31 km/h           |
| 2020  | 12 min 35 s 36 | Joshua Cheptegei       | Ouganda            | Monaco       | 23,84 km/h           |
| 2021  | 12 min 48 s 45 | Jakob Ingebrigtsen     | Norvège            | Florence     | 23,43 km/h           |
| 2022  | 12 min 45 s 71 | Jacob Krop             | Kenya              | Bruxelles    | 23,52 km/h           |
| 2023  | 12 min 40 s 45 | Berihu Aregawi         | Éthiopie           | Lausanne     |                      |
| 2024  | 12 min 36 s 73 | Hagos Gebrhiwet        | Éthiopie           | Oslo         |                      |

#### Femmes

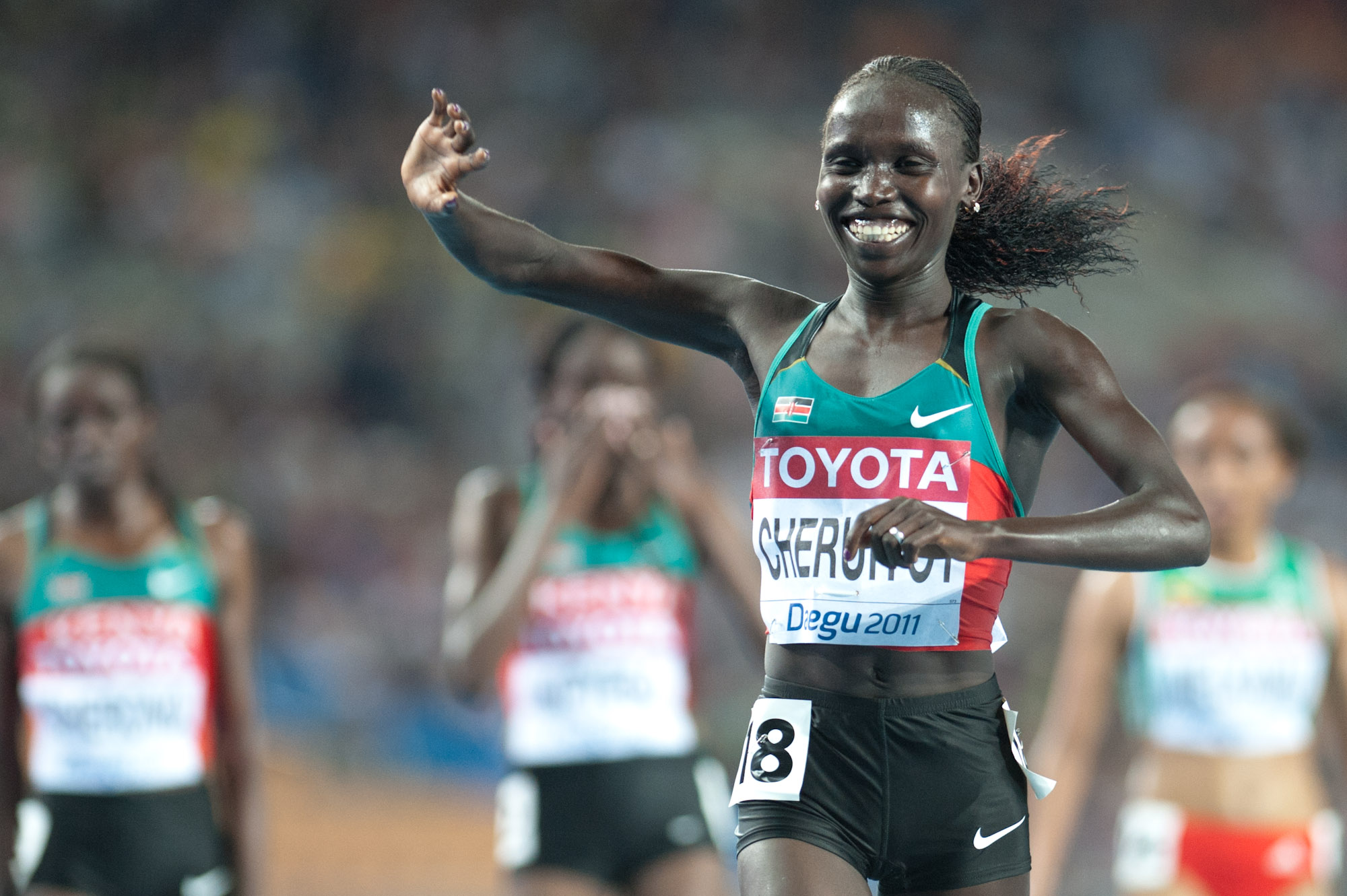
La Kényane Vivian Cheruiyot établit le meilleur temps de l'année sur 5000 m à trois reprises, de 2010 à 2012.

| Année | Temps          | Athlète            | Nationalité        | Lieu           | Vitesse moyenne |
| ----- | -------------- | ------------------ | ------------------ | -------------- | --------------- |
| 1969  | 15 min 53 s 6  | Paola Pigni        | Italie             | Milan          | 18,87 km/h      |
| 1976  | 16 min 04 s 2  | Nina Holmén        | Finlande           | Jakobstad      | 18,67 km/h      |
| 1977  | 15 min 37 s 0  | Jan Merrill        | États-Unis         | Ingelheim      | 19,21 km/h      |
| 1978  | 15 min 35 s 52 | Kathy Mills        | États-Unis         | Knoxville      | 19,24 km/h      |
| 1979  | 15 min 33 s 8  | Jan Merrill        | États-Unis         | Durham         | 19,29 km/h      |
| 1980  | 15 min 30 s 6  | Jan Merrill        | États-Unis         | Palo Alto      | 19,35 km/h      |
| 1981  | 15 min 14 s 51 | Paula Fudge        | Royaume-Uni        | Knarvik        | 19,68 km/h      |
| 1982  | 15 min 08 s 26 | Mary Slaney        | États-Unis         | Eugene         | 19,81 km/h      |
| 1983  | 15 min 01 s 65 | Zola Budd          | Afrique du Sud     | Port Elizabeth | 19,96 km/h      |
| 1984  | 14 min 58 s 89 | Ingrid Kristiansen | Norvège            | Oslo           | 20,02 km/h      |
| 1985  | 14 min 48 s 07 | Zola Budd          | Royaume-Uni        | Londres        | 20,26 km/h      |
| 1986  | 14 min 37 s 33 | Ingrid Kristiansen | Norvège            | Stockholm      | 20,51 km/h      |
| 1987  | 15 min 01 s 08 | Liz McColgan       | Royaume-Uni        | Oslo           | 19,97 km/h      |
| 1988  | 15 min 03 s 29 | Liz McColgan       | Royaume-Uni        | Berlin         | 19,92 km/h      |
| 1989  | 14 min 59 s 01 | Kathrin Weßel      | Allemagne de l'Est | Stockholm      | 20,02 km/h      |
| 1990  | 15 min 02 s 23 | Yelena Romanova    | Union soviétique   | Seattle        | 19,95 km/h      |
| 1991  | 14 min 49 s 35 | Elana Meyer        | Afrique du Sud     | Le Cap         | 20,24 km/h      |
| 1992  | 14 min 44 s 15 | Elana Meyer        | Afrique du Sud     | Bellville      | 20,35 km/h      |
| 1993  | 14 min 45 s 92 | Sonia O'Sullivan   | Irlande            | Berlin         | 20,31 km/h      |
| 1994  | 15 min 05 s 94 | Yelena Romanova    | Russie             | Stockholm      | 19,86 km/h      |
| 1995  | 14 min 36 s 45 | Fernanda Ribeiro   | Portugal           | Hechtel        | 20,53 km/h      |
| 1996  | 14 min 41 s 07 | Fernanda Ribeiro   | Portugal           | Oslo           | 20,43 km/h      |
| 1997  | 14 min 28 s 09 | Jiang Bo           | Chine              | Shanghai       | 20,73 km/h      |
| 1998  | 14 min 31 s 48 | Gabriela Szabo     | Roumanie           | Berlin         | 20,65 km/h      |
| 1999  | 14 min 40 s 59 | Gabriela Szabo     | Roumanie           | Berlin         | 20,44 km/h      |
| 2000  | 14 min 30 s 88 | Gete Wami          | Éthiopie           | Heusden-Zolder | 20,66 km/h      |
| 2001  | 14 min 29 s 32 | Olga Yegorova      | Russie             | Berlin         | 20,70 km/h      |
| 2002  | 14 min 31 s 42 | Paula Radcliffe    | Royaume-Uni        | Manchester     | 20,65 km/h      |
| 2003  | 14 min 29 s 32 | Berhane Adere      | Éthiopie           | Oslo           | 20,70 km/h      |
| 2004  | 14 min 24 s 68 | Elvan Abeylegesse  | Turquie            | Bergen         | 20,81 km/h      |
| 2005  | 14 min 28 s 98 | Meseret Defar      | Éthiopie           | Bruxelles      | 20,71 km/h      |
| 2006  | 14 min 24 s 53 | Meseret Defar      | Éthiopie           | New York       | 20,82 km/h      |
| 2007  | 14 min 16 s 63 | Meseret Defar      | Éthiopie           | Oslo           | 21,01 km/h      |
| 2008  | 14 min 11 s 15 | Tirunesh Dibaba    | Éthiopie           | Oslo           | 21,14 km/h      |
| 2009  | 14 min 33 s 65 | Tirunesh Dibaba    | Éthiopie           | Londres        | 20,60 km/h      |
| 2010  | 14 min 27 s 41 | Vivian Cheruiyot   | Kenya              | Saint-Denis    | 20,75 km/h      |
| 2011  | 14 min 20 s 87 | Vivian Cheruiyot   | Kenya              | Stockholm      | 20,91 km/h      |
| 2012  | 14 min 35 s 62 | Vivian Cheruiyot   | Kenya              | Rome           | 20,55 km/h      |
| 2013  | 14 min 23 s 68 | Tirunesh Dibaba    | Éthiopie           | Paris          | 20,84 km/h      |
| 2014  | 14 min 28 s 88 | Genzebe Dibaba     | Éthiopie           | Monaco         | 20,73 km/h      |
| 2015  | 14 min 14 s 32 | Almaz Ayana        | Éthiopie           | Shanghai       | 21,07 km/h      |
| 2016  | 14 min 12 s 59 | Almaz Ayana        | Éthiopie           | Rome           | 21,12 km/h      |
| 2017  | 14 min 18 s 37 | Hellen Obiri       | Kenya              | Rome           | 20,97 km/h      |
| 2018  | 14 min 21 s 75 | Hellen Obiri       | Kenya              | Rabat          | 20,90 km/h      |
| 2019  | 14 min 20 s 36 | Hellen Obiri       | Kenya              | Londres        | 20,93 km/h      |
| 2020  | 14 min 06 s 62 | Letesenbet Gidey   | Éthiopie           | Valence        | 21,27 km/h      |
| 2021  | 14 min 13 s 32 | Gudaf Tsegay       | Éthiopie           | Hengelo        | 21,10 km/h      |
| 2022  | 14 min 12 s 98 | Ejgayehu Taye      | Éthiopie           | Eugene         | 21,12 km/h      |
| 2023  | 14 min 0 s 21  | Gudaf Tsegay       | Éthiopie           | Eugene         |                 |
| 2024  | 14 min 09 s 52 | Beatrice Chebet    | Éthiopie           | Zurich         |                 |

## Palmarès olympique et mondial
| Compétition   | Hommes             | Femmes           |
| ------------- | ------------------ | ---------------- |
| Jeux 1912     | Hannes Kolehmainen |                  |
| Jeux 1920     | Joseph Guillemot   |                  |
| Jeux 1924     | Paavo Nurmi        |                  |
| Jeux 1928     | Ville Ritola       |                  |
| Jeux 1932     | Lauri Lehtinen     |                  |
| Jeux 1936     | Gunnar Höckert     |                  |
| Jeux 1948     | Gaston Reiff       |                  |
| Jeux 1952     | Emil Zátopek       |                  |
| Jeux 1956     | Vladimir Kuts      |                  |
| Jeux 1960     | Murray Halberg     |                  |
| Jeux 1964     | Bob Schul          |                  |
| Jeux 1968     | Mohammed Gammoudi  |                  |
| Jeux 1972     | Lasse Virén        |                  |
| Jeux 1976     | Lasse Virén        |                  |
| Jeux 1980     | Miruts Yifter      |                  |
| Mondiaux 1983 | Eamonn Coghlan     |                  |
| Jeux 1984     | Saïd Aouita        |                  |
| Mondiaux 1987 | Said Aouita        |                  |
| Jeux 1988     | John Ngugi         |                  |
| Mondiaux 1991 | Yobes Ondieki      |                  |
| Jeux 1992     | Dieter Baumann     |                  |
| Mondiaux 1993 | Ismael Kirui       |                  |
| Mondiaux 1995 | Ismael Kirui       | Sonia O'Sullivan |
| Jeux 1996     | Vénuste Niyongabo  | Wang Junxia      |
| Mondiaux 1997 | Daniel Komen       | Gabriela Szabo   |
| Mondiaux 1999 | Salah Hissou       | Gabriela Szabo   |
| Jeux 2000     | Millon Wolde       | Gabriela Szabo   |
| Mondiaux 2001 | Richard Limo       | Olga Yegorova    |
| Mondiaux 2003 | Eliud Kipchoge     | Tirunesh Dibaba  |
| Jeux 2004     | Hicham El Guerrouj | Meseret Defar    |
| Mondiaux 2005 | Benjamin Limo      | Tirunesh Dibaba  |
| Mondiaux 2007 | Bernard Lagat      | Meseret Defar    |
| Jeux 2008     | Kenenisa Bekele    | Tirunesh Dibaba  |
| Mondiaux 2009 | Kenenisa Bekele    | Vivian Cheruiyot |
| Mondiaux 2011 | Mohamed Farah      | Vivian Cheruiyot |
| Jeux 2012     | Mohamed Farah      | Meseret Defar    |
| Mondiaux 2013 | Mohamed Farah      | Meseret Defar    |
| Mondiaux 2015 | Mohamed Farah      | Almaz Ayana      |
| Jeux 2016     | Mohamed Farah      | Vivian Cheruiyot |
| Mondiaux 2017 | Muktar Edris       | Hellen Obiri     |
| Mondiaux 2019 | Muktar Edris       | Hellen Obiri     |
| Jeux 2020     | Joshua Cheptegei   | Sifan Hassan     |
| Mondiaux 2022 | Jakob Ingebrigtsen | Gudaf Tsegay     |
| Mondiaux 2023 | Jakob Ingebrigtsen | Faith Kipyegon   |